# Lijst van weg- en veldkapellen in Zuid-Holland
Dit is een onvolledige lijst van veldkapellen in de provincie Zuid-Holland. Veldkapellen komen vooral voor in het zuiden van Nederland en werden dikwijls gebouwd ter verering van een heilige.
| Kapel                                                                                           | Adres                    | Plaats                            | Bouwperiode         | Architect                                          | Foto |
| ----------------------------------------------------------------------------------------------- | ------------------------ | --------------------------------- | ------------------- | -------------------------------------------------- | ---- |
| St. Petruskapel (Grafkapel)                                                                     | Haven 64 (Begraafplaats) | Leiden                            | 1820                | Th. Molkenboer                                     |      |
| St. Josephkapel                                                                                 | Provincialeweg 6         | Melissant                         | 1900                | A. Bruning                                         |      |
| Mariakapel (Kloostertuin) (kapel bij voormalig psychiatrisch ziekenhuis Sancta Maria/Langeveld) | Langevelderlaan 1        | Noordwijk (grens Noordwijkerhout) | 1926-1935           | Jos Bekkers                                        |      |
| Mariakapel (Engelse tuin) (behoort momenteel tot de psychiatrische instelling St. Bavo)         | Langevelderweg 27        | Noordwijkerhout                   | 1914-1939           | P.J. Bekkers en voornamelijk zijn zoon Jos Bekkers |      |
| Mariakapel                                                                                      | Nieuwe Crooswijkseweg    | Rotterdam                         | 1869 en 1963        |                                                    |      |
| Mariakapel                                                                                      | Hang 18                  | Rotterdam                         |                     |                                                    |      |
| Kapel Maria Stella Maris (in Zeemanshuis/ Maritime Hotel)                                       | Willemskade 13           | Rotterdam                         | 1952 (oorspr. 1938) | H. Nefkens                                         |      |